# L'amore comune
L'amore comune è un singolo del gruppo musicale italiano Zero Assoluto, pubblicato il 3 luglio 2015 dalla Warner Music Italy.
Il brano è stato successivamente inserito nella lista tracce del sesto album del duo, Di me e di te, uscito nel 2016, oltre ad essere stato impiegato come colonna sonora del campionato di calcio italiano di Serie B 2015-2016.

## Video musicale
Il videoclip, diretto da Gaetano Morbioli, è stato pubblicato il 29 luglio 2015 attraverso il canale YouTube della Warner Music Italy e mostra i due cantanti che cantano con sfondi molto colorati, seguiti dai vari effetti di montaggio che mostrano immagini di persone, oggetti, fiori, giornali, paesaggi.

## Tracce
1. L'amore comune – 3:10

## Classifiche
| Classifica (2015) | Posizione massima |
| ----------------- | ----------------- |
| Italia            | 52                |